# Rolf Kristian Larsen
Rolf Kristian Larsen est un acteur de films d'horreur norvégien, né en 1983 à Stavanger (Norvège).

## Biographie
Rolf Kristian Larsen est surtout connu pour son interprétation dans le film d'épouvante norvégien Cold Prey (2006), où Rolf joue le rôle de Morten Tobias. Il apparaît également dans le film Mannen som elsket Yngve (ou The Man Who Loved Yngve), en février 2008.
Ce film est basé sur le roman de Tore Renberg du même nom, et Larsen incarne Jarle Klepp. Rolf interprète le même rôle en 2011 dans le film Jeg reiser alene.

## Filmographie

### Au cinéma
- 2006 : Cold Prey (Fritt vilt) : Morten Tobias
- 2008 : L'Homme qui aimait Yngve (Mannen som elsket Yngve) : Jarle Klepp
- 2008 : De Gales hus : Formel
- 2008 : Opération sabotage (Max Manus) :  Olav
- 2010 : På jobb for en trygg hovedstad : Geir
- 2011 : Jeg reiser alene (avec Ingrid Bolsø Berdal) : Jarle Klepp
- 2016 : Ultimatum (Kongens nei) de Erik Poppe : Brynjar Marteau
- 2021 : The North Sea

### Télévision
2016 : Nobel (Nobel – fred for enhver pris) de Per-Olav Sørensen : Sven Rasch